# Qaarsorsuatsiaq
Qaarsorsuatsiaq är en ö i Grönland (Kungariket Danmark).   Den ligger i kommunen Qaasuitsup, i den västra delen av Grönland, 1 000 km norr om huvudstaden Nuuk. Arean är 24,5 kvadratkilometer.
Terrängen på Qaarsorsuatsiaq är lite kuperad. Öns högsta punkt är 321 meter över havet. Den sträcker sig 8,1 kilometer i nord-sydlig riktning, och 5,4 kilometer i öst-västlig riktning.  Trakten runt Qaarsorsuatsiaq består i huvudsak av gräsmarker.